# Othreis serpentifera
Othreis serpentifera är en fjärilsart som beskrevs av Walker 1857. Othreis serpentifera ingår i släktet Othreis och familjen nattflyn. Inga underarter finns listade i Catalogue of Life.